# Rokycany (distrito)
Rokycany é um distrito da República Checa na região de Pilsen, com uma área de 575 km² com uma população de 45 788 habitantes (2002) e com uma densidade populacional de 80 hab/km².

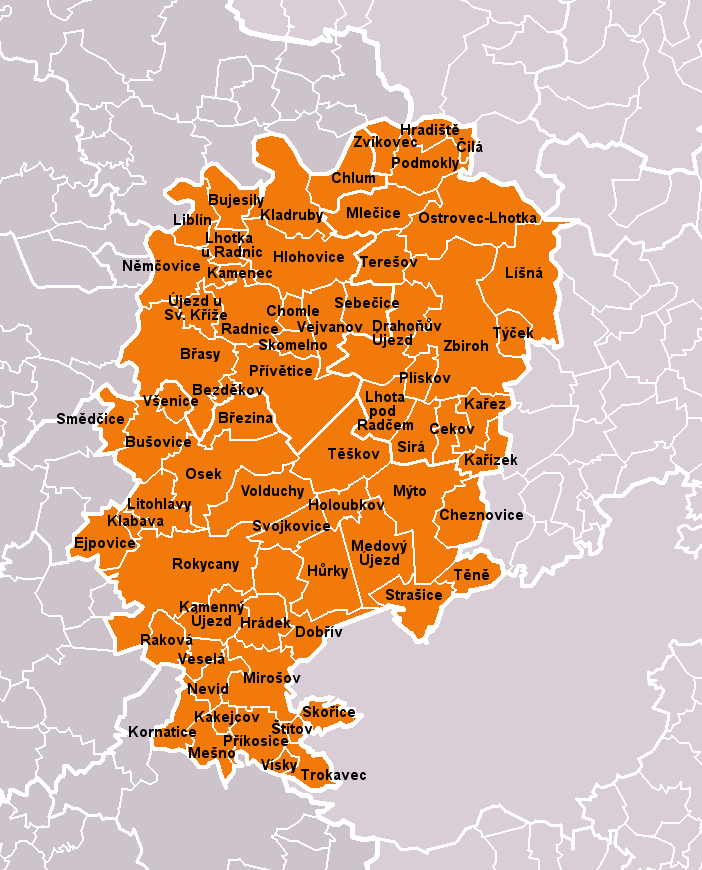

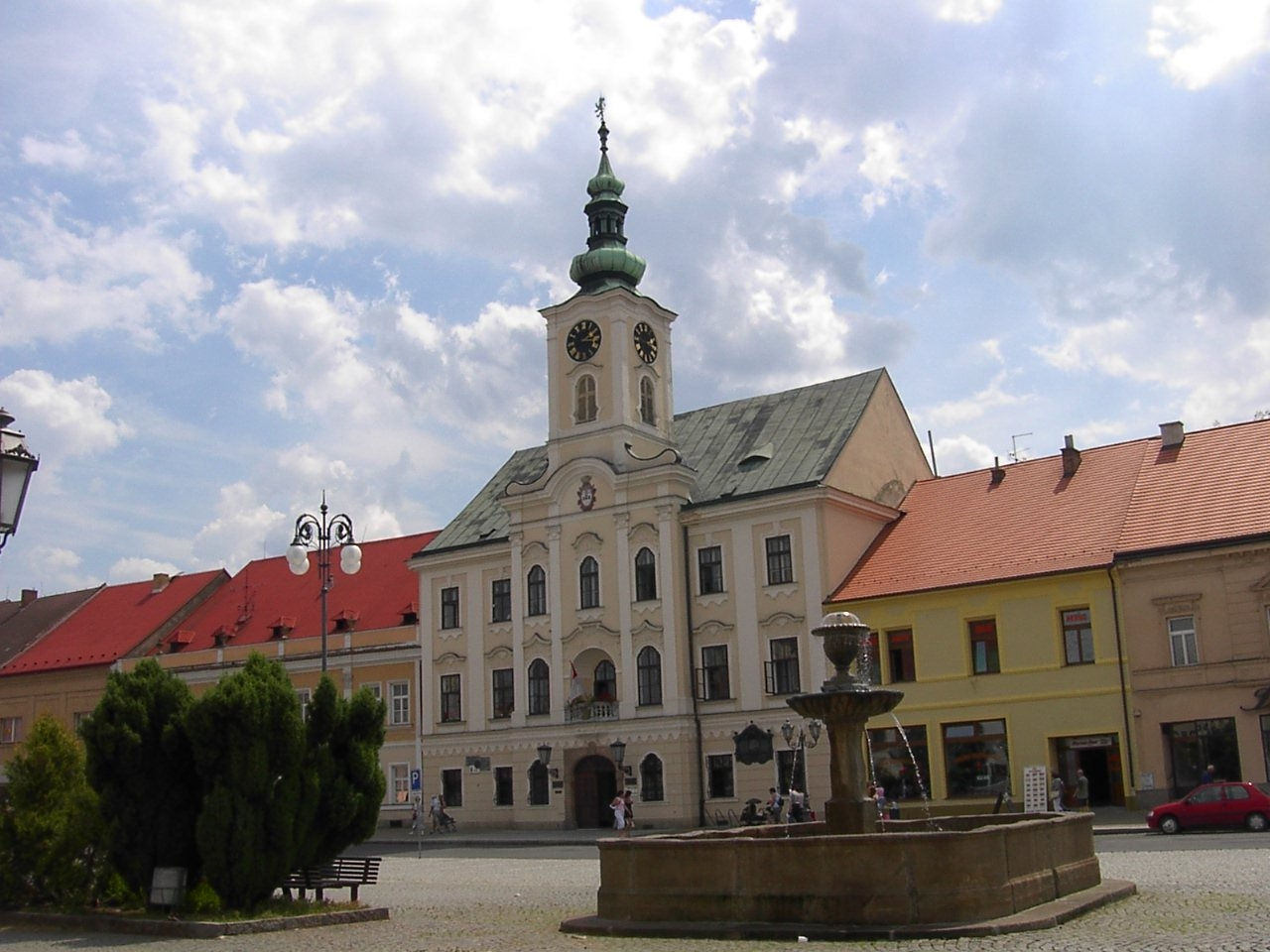
Prefeitura - 2006.